# Thang máy gia đình
Thang máy gia đình là một loại thang máy điện được điều khiển tự động chỉ sử dụng để vận chuyển người cho những tầng xác định, được dẫn hướng theo phương thẳng đứng hoặc theo phương lệch với phương thẳng đứng một góc tối đa 15. Một thang máy gia đình cần đáp ứng các tiêu chuẩn cụ thể của từng quốc gia. Ví dụ như trong Chỉ thị Máy móc của EU 2006/42/EC yêu cầu tuân thủ 194 tiêu chuẩn về an toàn cho một thang máy khi lắp trong nhà ở tư nhân. Thang máy gia đình có thể có các đặc điểm thiết kế độc đáo phù hợp với nội thất gia đình.

## Lịch sử
Năm 1923, khi đang thăm một người hàng xóm đang dưỡng bệnh, C.C. Crispen — chủ sở hữu của Công ty động cơ ô tô Crispen - đã nảy ra một ý tưởng. Crispen đã chế tạo một chỗ ngồi có thể đi lên và xuống cầu thang cho những người như bị nằm liệt giường như hàng xóm của ông. Ông chỉ mất vài ngày để lên ý tưởng và bắt đầu các thủ tục cấp bằng sáng chế của Hoa Kỳ.
Sản phẩm của ông là một chiếc ghế gỗ xếp kết hợp gác chân có thể di chuyển theo con lăn để di chuyển lên xuống cầu thang, trên ray thép. Nó cũng được thiết kế để chạy bằng điện. Ý tưởng của ông là tạo ra một cách để một người lên và xuống cầu thang thuận tiện trong khi thiết kế nó đủ hẹp để người khác vẫn đồng thời có thể đi bộ lên cầu thang. C.C. Crispen gọi chiếc máy của mình là "Inclinator". Đây là ý tưởng đầu tiên về một chiếc thang máy hoạt động trên một cầu thang nghiêng.
Một năm sau, Crispen được mời đến trưng bày thang máy Inclinator của mình tại phòng trưng bày của Công ty Điện lực Philadelphia. Nơi đây đã giúp biến ý tưởng của ông thành ngành kinh doanh hoàn toàn mới. Không lâu sau, một thang máy Inclinator đã được lắp đặt trong ngôi nhà của Westinghouse Electric trên lối đi lát ván của Thành phố Atlantic như một minh chứng cho sự độc đáo của thang máy.
Dựa trên ý tưởng ban đầu của mình, C.C. Crispen đã đưa ra một giải pháp thay thế vào năm 1928 cho những ngôi nhà có cầu thang cong. Phát minh mới này đã trở thành Elevette®, và nó là thang máy điện dân dụng đầu tiên, được thiết kế cho những ngôi nhà có cầu thang độc đáo. Chẳng bao lâu, thang máy gia đình và thang máy ghế trở nên phổ biến hơn khi các nhà sản xuất khác đua nhau tìm kiếm góc riêng của họ trên thị trường thang máy dân dụng.

## Các công nghệ truyền động

### Công nghệ thủy lực
Thang máy thủy lực là một thiết bị để di chuyển các vật bằng cách sử dụng lực được tạo ra bởi áp suất lên chất lỏng bên trong một pit tông làm chuyển động một pit tông lên trên. Dầu nén được bơm vào pit tông, lực này sẽ đẩy pit tông đi lên. Khi một van mở ra để xả dầu, pit tông sẽ hạ thấp bằng lực hấp dẫn. Có hai loại là dẫn động trực tiếp và dẫn động gián tiếp.

### Công nghệ cáp kéo
Thang máy cáp kéo là loại thang máy dùng cáp tải để kéo toàn bộ cabin thang máy lên xuống nhờ vào hệ truyền động động cơ điện, pully và dây cáp. Thang máy cáp kéo được sử dụng phổ biến ở hầu hết các công trình, tòa nhà cao ốc, văn phòng và cả trong hộ gia đình.

### Công nghệ trục vít
Thang máy trục vít là một loại thang máy có một thanh ren, gắn với một động cơ, đi theo chiều cao của thang máy. Ngoài ra còn có bộ phận ren gắn vào thang máy. Khi động cơ quay, thang máy chuyển động. Hệ thống truyền động này thường thấy trên thang máy dành cho xe lăn.

### Công nghệ chân không
Khi máy tạo chân không hút không khí ra khỏi phòng điều áp nằm bên trên cabin. Thang sẽ đưa hành khách lên phía trên. Khi van điều áp đặt trên nóc của thang máy được mở để tăng áp suất trong phòng điều áp, lúc đó thang sẽ đi xuống.

### Các thiết bị an toàn thang máy
Ngoài các thiết bị an toàn cơ bản cho thang máy như hệ thống phanh, ngàm dẫn hướng, bộ khống chế vượt tốc, hãm an toàn, giảm chấn, đối trọng, bộ cứu hộ tự động ARD,... các thang máy gia đình hiện đại còn được trang bị thêm các thiết bị an toàn như:
a. Emcall - Emergency call: Hệ thống thực hiện cuộc gọi khẩn cấp
b. SRS – Self Rescue System: Hệ thống tự cứu hộ
c. CARe Elevator Car: Hệ thống khử trùng thang máy
d. SWS – Stroke Warning System: Hệ thống cảnh báo đột quỵ
e. SES – Smart Entry System: Hệ thống kiểm soát lối vào thông minh
f. FDS - Flood Detection System: Hệ thống cảnh báo ngập nước
g. FWS - Hệ thống kết nối cảnh báo lỗi đến trung tâm và xử lí lỗi từ xa

## Công nghệ đặc biệt
Công nghệ nhận dạng khuôn mặt
Công nghệ sinh trắc học đang ngày càng trở nên phổ biến trong nhiều lĩnh vực và đang được sử dụng ngày càng nhiều như một phương tiện xác thực chính xác, nhanh chóng và an toàn.
Hệ thống nhận dạng khuôn mặt cho phép người dùng chọn tầng theo yêu cầu cụ thể của khách hàng.
Hệ thống điện tử lập trình được (PESes – Programmable Electronic Systems)
Trong những năm gần đây, ngày càng có nhiều hệ thống điện tử lập trình (PESes – Programmable Electronic Systems) được phát triển và triển khai để đảm bảo an toàn cho người dùng.
Cáp có đường kính nhỏ (SDR - Small Diameter Rope)
Để khắc phục nhược điểm của cáp thép thông thường là tự làm mòn chính minh, làm mòn puly và có trọng lượng cao, các nhà sản xuất thang máy đã nghiên cứu và sản xuất loại cáp thế hệ mới, áp dụng phương pháp bọc lớp vỏ bằng polyme cho cáp thép để giảm mài mòn cáp và puly bên ngoài nhưng vẫn đảm bảo khả năng kéo tốt nhờ có độ ma sát cao. Các sợi cáp bên trong hoạt động như trong cáp thông thường, trong khi các sợi bên ngoài, được bọc vỏ nhựa sẽ làm giảm áp suất tiếp xúc với puly và phân bổ lực đều hơn. Hơn nữa, nhờ có vỏ bọc bằng polyme, các sợi cáp bên ngoài đó sẽ chống được sự mài mòn đối với sợi cáp và rãnh puli. Một lượng nhỏ chất bôi trơn đặc biệt sẽ làm giảm sự mài mòn bên trong và tăng tuổi thọ của các sợi cáp lõi.
Thiết bị bảo vệ cabin di chuyển ngoài ý muốn (UCMP - Unintended car movement protection device)
Thiết bị sẽ tự động dừng thang máy nếu cabin di chuyển trong khi cửa tầng vẫn mở

## Các tiêu chuẩn thường được áp dụng cho thang máy gia đình

### Hoa Kỳ
Hiệp hội Kỹ sư Cơ khí Hoa Kỳ (ASME) có một phần cụ thể của Bộ luật An toàn (ASME A17.1 Phần 5.3) đề cập đến Thang máy dân dụng.

### Canada
Ở Canada có Tiêu chuẩn CSA B44 – Mục 5.3 liên quan đến Thang máy dân dụng, tương đương với tiêu chuẩn ASME 17.1.

### Việt Nam
Ở Việt Nam, có các tiêu chuẩn thang máy gia đình như sau:
Quy chuẩn thang máy gia đình TCVN 6395:2008: Tiêu chuẩn chất lượng thang máy này đưa ra các quy định an toàn về các thành phần cấu tạo nên thang máy cũng như các yêu cầu trong lắp đặt thang.
– TCVN 6395: 2008 được ban hành năm 2008 bởi Bộ Khoa học và Công nghệ, là một cấu phần trong Bộ TCVN 6396-28:2013.
– TCVN 6395: 2008 nội dung chính là thang máy điện – yêu cầu an toàn về cấu tạo và lắp đặt, lắp đặt cố định, phục vụ những tầng dừng xác định, có cabin được thiết kế để chở người hoặc chở hàng có người đi kèm, được treo bằng cáp hoặc xích, di chuyển theo ray dẫn hướng đặt đứng hoặc nghiêng không quá 150 so với phương thẳng đứng.
TCVN 6905: 2001: Được ban hành năm 2001 bởi Bộ Khoa học và Công nghệ. Tiêu chuẩn này quy định phương pháp thử các yêu cầu an toàn về cấu tạo và lắp đặt cho thang máy dẫn động thủy lực.
TCVN 6904: 2001: Quy định phương pháp thử các yêu cầu an toàn về cấu tạo và lắp đặt cho thang máy dẫn động điện.
TCCS 01:2023/VNEA: Tiêu chuẩn cơ sở về "Yêu cầu an toàn chung trong quản lý, sử dụng, bảo trì và sửa chữa thang máy", do Hiệp hội Thang máy Việt Nam ban hành.

### Châu Âu
Ở châu Âu, thang máy gia đình cần tuân thủ tiêu chuẩn EN 81-20 / EN 81-50
Trong khi EN 81-20 quy định các yêu cầu kỹ thuật và an toàn đối với điện và thủy lực thang máy, EN 81-50 mô tả tính toán, thử nghiệm và kiểm tra các thành phần thang máy.

## Kiểm định thang máy
Theo Thông tư số 54/2016/TT-BLĐTBXH, quy trình kiểm định cần được tiến hành đầy đủ, kỹ lưỡng các bước sau:
Bước 1: Kiểm tra kỹ thuật bên ngoài, bao gồm:
–  Kiểm tra tổng thể tính đầy đủ và sự đồng bộ của thang máy sau khi lắp đặt.
–  Kiểm tra các khuyết tật, biến dạng của các bộ phận, cụm máy (nếu có).
Bước 2: Kiểm tra kỹ thuật, trong đó kiểm tra buồng máy và buồng puli.
Bước 3: Thử thử không tải và thử tải động. Bước này cũng gồm thử các loại thiết bị báo động, cứu hộ bao gồm thiết bị báo động, bộ cứu hộ tự động ARD, hệ thống SRS, Emcall...
Bước 4: Xử lý kết quả kiểm định

## Quy trình lắp đặt thang máy gia đình
Thực tế lắp đặt thang máy gia đình, người mua thang máy chỉ cần kiểm soát các công đoạn dưới đây để đảm bảo phía cung cấp và lắp đặt thang máy đang làm đúng quy trình.
Khảo sát thực tế dựa trên mong muốn của gia đình bạn: Khảo sát trực tiếp ngôi nhà, trao đổi giữa phía cung cấp và chủ nhà về nhu cầu đi lại, phong cách yêu thích, cũng như ghi nhận hiện trạng thực tế của của ngôi nhà.
Đề xuất các giải pháp kỹ thuật tối ưu: Dựa trên mong muốn của người sử dụng và tình hình thực tế, phía cung cấp sẽ đề ra giải pháp kỹ thuật phù hợp nhất: số điểm dừng, kích thước, hình dáng, kết cấu, vật liệu, màu sắc,... tiến hành lên phương án thiết kế và chế tạo thang máy riêng cho từng ngôi nhà.
Xây dựng phương án tài chính phù hợp: Không chỉ dừng lại ở mặt kỹ thuật, các phương án về tài chính cũng cần được các nhà cung cấp thang  máy đưa ra để khách hàng được lựa chọn giải pháp tốt nhất trên tất cả các phương diện chứ không chỉ riêng vấn đề tài chính.
Sản xuất thang máy theo yêu cầu riêng: Một số đơn vị cung cấp thang máy hiện nay đã có thể thiết kế và sản xuất thang máy theo yêu cầu riêng của khách hàng nhằm đáp ứng tính nghệ thuật, tính cá nhân và cả những yêu cầu đặc biệt khác.
Lắp đặt, bàn giao công trình: Sau khi sản xuất hoặc nhập khẩu được sản phẩm thang máy theo đúng các yêu cầu của khách hàng, đơn vị cung cấp thang máy sẽ tiến hành lắp đặt và bàn giao công trình cho khách hàng, quy trình này cũng cần được đảm bảo các quy trình, thủ tục để đảm bảo lợi ích cho khách hàng. Quy trình lắp đặt và bàn giao này có thể kéo dài trong khoảng 15 – 20 ngày, ngay sau đó, thang máy có thể ngay lập tức đưa vào sử dụng bằng hệ thống lưới điện sinh hoạt của gia đình.
Thông tin về dịch vụ hậu mãi: Khách hàng cũng cần yêu cầu đơn vị cung cấp thang máy thông tin về các dịch vụ hậu mãi, định kỳ tiến hành kiểm tra bảo dưỡng hoặc theo nhu cầu và đặc trưng của thang máy để luôn đảm bảo hoạt động, tính an toàn và tuổi thọ của thang máy.

## Hợp quy
Theo Thông tư 36/2019/TT-BLĐTBXH về Danh mục các loại máy, thiết bị, vật tư, chất có yêu cầu nghiêm ngặt về an toàn, vệ sinh lao động, thang máy được xếp ở vị trí thứ 21 và thuộc nhóm đối tượng bắt buộc phải được chứng nhận và công bố hợp quy trước khi đưa vào lưu thông trên thị trường.
Tại Điều 5 Thông tư 28/2012/TT-BKHCN, có 8 phương thức để chứng nhận hợp quy. Việc đánh giá sự phù hợp sẽ được thực hiện theo một trong các phương thức:
– Phương thức 1: Thử nghiệm mẫu điển hình;
– Phương thức 2: Thử nghiệm mẫu điển hình và đánh giá quá trình sản xuất; giám sát thông qua thử nghiệm mẫu lấy trên thị trường;
– Phương thức 3: Thử nghiệm mẫu điển hình và đánh giá quá trình sản xuất; giám sát thông qua thử nghiệm mẫu lấy tại nơi sản xuất kết hợp với đánh giá quá trình sản xuất;
– Phương thức 4: Thử nghiệm mẫu điển hình và đánh giá quá trình sản xuất; giám sát thông qua thử nghiệm mẫu lấy tại nơi sản xuất và trên thị trường kết hợp với đánh giá quá trình sản xuất;
– Phương thức 5: Thử nghiệm mẫu điển hình và đánh giá quá trình sản xuất; giám sát thông qua thử nghiệm mẫu lấy tại nơi sản xuất hoặc trên thị trường kết hợp với đánh giá quá trình sản xuất;
– Phương thức 6: Đánh giá và giám sát hệ thống quản lý;
– Phương thức 7: Thử nghiệm, đánh giá lô sản phẩm, hàng hóa;
– Phương thức 8: Thử nghiệm hoặc kiểm định toàn bộ sản phẩm, hàng hóa.
Phương thức chứng nhận hợp quy đối với thang máy và các bộ phận an toàn của thang máy áp dụng theo phương thức 5, phương thức 7 hoặc phương thức 8.

## Quy chuẩn và tiêu chuẩn
Theo Thông tư 36/2019/TT-BLĐTBXH Ban hành danh mục các loại máy, thiết bị, vật tư, chất có yêu cầu nghiêm ngặt về an toàn, vệ sinh lao động, thang máy nằm trong Mục I: Các loại máy, thiết bị, vật tư có yêu cầu nghiêm ngặt về an toàn lao động.
Theo đó, thang máy dù nhập khẩu hay sản xuất cũng cần đảm bảo nghiêm ngặt các yêu cầu về quy chuẩn kỹ thuật cũng như các công tác kiểm định, bảo trì, bảo dưỡng theo quy định.
Cụ thể về quy chuẩn kỹ thuật, nhiều người tiêu dùng thường bị lầm tưởng về khái niệm "tiêu chuẩn" từ các nhãn hàng mà không biết rằng để đảm bảo chất lượng thì sản phẩm cần đáp ứng các yêu cầu về quy chuẩn kỹ thuật gồm quy chuẩn kỹ thuật quốc gia và quy chuẩn kỹ thuật địa phương.
Quy chuẩn đối với thang máy đến trước ngày 01/07/2021 có 4 văn bản lưu hành có hiệu lực, sau thời điểm này đã được gộp lại còn 2 văn bản.
Còn đối với tiêu chuẩn quốc gia (TCVN), hiện chúng ta có 5 văn bản quy định các tiêu chuẩn quan trọng về thang máy. Vì tiêu chuẩn là những tiêu chí không bắt buộc, hướng tới nâng cao chất lượng sản phẩm nên đôi khi tiêu chuẩn của quốc gia này chưa chắc đã đảm bảo đáp ứng các yêu cầu về quy chuẩn kỹ thuật của quốc gia khác.